# Diego Núñez (calciatore 1990)
Diego Núñez (Argüello, 10 febbraio 1990) è un calciatore argentino, centrocampista del Quilmes (VA).

## Caratteristiche tecniche
È un centrocampista centrale.

## Carriera
È cresciuto nel settore giovanile del Flandria, con cui ha debuttato in prima squadra nel 2012.
Il 30 luglio 2019 ha esordito in Primera B Nacional disputando con il Villa Dálmine l'incontro vinto 3-1 contro il Central Córdoba (SdE).